# Västra Bodarna
Västra Bodarna is een plaats in de gemeente Alingsås in het landschap Västergötland en de provincie Västra Götalands län in Zweden. De plaats heeft 1027 inwoners (2005) en een oppervlakte van 206 hectare.